# Bob Krueger
Robert Charles „Bob“ Krueger (19. září 1935 New Braunfels, Texas – 30. dubna 2022 New Braunfels, Texas) byl americký diplomat a politik za Demokratickou stranu. V roce 1993 krátce působil jako senátor za stát Texas v Senátu Spojených států amerických. Předtím v letech 1973–1979 byl členem Sněmovny reprezentantů, v níž zastupoval Texas za 21. okres. Působil také jako velvyslanec v Burundi a v Botswaně.